# Championnats d'Europe de badminton par équipes 2014
Navigation
Amsterdam 2012 Kazan 2016
L'édition 2014 des championnats d'Europe de badminton par équipes se tient à Bâle, en Suisse du 11 au 16 février 2014.

## Médaillés
| Épreuve           | Or       | Argent     | Bronze             |
| ----------------- | -------- | ---------- | ------------------ |
| Épreuve masculine | Danemark | Angleterre | Finlande Allemagne |
| Épreuve féminine  | Danemark | Russie     | Bulgarie Allemagne |

## Compétition masculine

### Équipes participantes et groupes
Vingt-six équipes participent à la compétition masculine et sont réparties en quatre groupes de quatre et deux groupes de cinq après tirage au sort.
| Groupe 1 Danemark Tchéquie Slovaquie Irlande | Groupe 2 Allemagne Bulgarie Slovénie Suisse | Groupe 3 Angleterre Écosse Belgique Islande |

| Groupe 4 Russie Finlande Israël Italie | Groupe 5 Pays-Bas Autriche Suède Estonie Pays de Galles | Groupe 6 France Lituanie Espagne Norvège Ukraine |

### Phase de groupe
- Le premier de chaque groupe est qualifié pour les quarts de finale, ainsi que les deux meilleurs deuxièmes.

|   | Équipe    | Points | J | V | D | MP | MC | +/- |
| - | --------- | ------ | - | - | - | -- | -- | --- |
| 1 | Danemark  | 3      | 3 | 3 | 0 | 15 | 0  | +15 |
| 2 | Tchéquie  | 2      | 3 | 2 | 1 | 8  | 7  | +1  |
| 3 | Irlande   | 1      | 3 | 1 | 2 | 7  | 8  | -1  |
| 4 | Slovaquie | 0      | 3 | 0 | 3 | 0  | 15 | -15 |

| 11 février | Danemark  | 5 | 0 | Tchéquie  |
| 11 février | Slovaquie | 0 | 5 | Irlande   |
| 12 février | Danemark  | 5 | 0 | Slovaquie |
| 12 février | Tchéquie  | 3 | 2 | Irlande   |
| 13 février | Danemark  | 5 | 0 | Irlande   |
| 13 février | Tchéquie  | 5 | 0 | Slovaquie |

|   | Équipe    | Points | J | V | D | MP | MC | +/- |
| - | --------- | ------ | - | - | - | -- | -- | --- |
| 1 | Allemagne | 3      | 3 | 3 | 0 | 14 | 1  | +13 |
| 2 | Slovénie  | 2      | 3 | 2 | 1 | 9  | 6  | +3  |
| 3 | Bulgarie  | 1      | 3 | 1 | 2 | 5  | 10 | -5  |
| 4 | Suisse    | 0      | 3 | 0 | 3 | 2  | 13 | -12 |

| 11 février | Allemagne | 5 | 0 | Bulgarie |
| 11 février | Slovénie  | 4 | 1 | Suisse   |
| 12 février | Bulgarie  | 4 | 1 | Suisse   |
| 12 février | Allemagne | 4 | 1 | Slovénie |
| 13 février | Bulgarie  | 1 | 4 | Slovénie |
| 13 février | Allemagne | 5 | 0 | Suisse   |

|   | Équipe     | Points | J | V | D | MP | MC | +/- |
| - | ---------- | ------ | - | - | - | -- | -- | --- |
| 1 | Angleterre | 3      | 3 | 3 | 0 | 13 | 2  | +11 |
| 2 | Écosse     | 2      | 3 | 2 | 1 | 9  | 6  | +3  |
| 3 | Belgique   | 1      | 3 | 1 | 2 | 7  | 8  | -1  |
| 4 | Islande    | 0      | 3 | 0 | 3 | 1  | 14 | -13 |

| 11 février | Belgique   | 4 | 1 | Islande  |
| 11 février | Angleterre | 4 | 1 | Écosse   |
| 12 février | Écosse     | 5 | 0 | Islande  |
| 12 février | Angleterre | 4 | 1 | Belgique |
| 13 février | Écosse     | 3 | 2 | Belgique |
| 13 février | Angleterre | 5 | 0 | Islande  |

|   | Équipe   | Points | J | V | D | MP | MC | +/- |
| - | -------- | ------ | - | - | - | -- | -- | --- |
| 1 | Finlande | 3      | 3 | 3 | 0 | 13 | 2  | +11 |
| 2 | Russie   | 2      | 3 | 2 | 1 | 12 | 3  | +9  |
| 3 | Italie   | 1      | 3 | 1 | 2 | 3  | 12 | -9  |
| 4 | Israël   | 0      | 3 | 0 | 3 | 2  | 13 | -11 |

| 11 février | Israël   | 2 | 3 | Italie   |
| 11 février | Russie   | 2 | 3 | Finlande |
| 12 février | Russie   | 5 | 0 | Israël   |
| 12 février | Finlande | 5 | 0 | Italie   |
| 13 février | Finlande | 5 | 0 | Israël   |
| 13 février | Russie   | 5 | 0 | Italie   |

|   | Équipe         | Points | J | V | D | MP | MC | +/- |
| - | -------------- | ------ | - | - | - | -- | -- | --- |
| 1 | Suède          | 4      | 4 | 4 | 0 | 16 | 4  | +12 |
| 2 | Pays-Bas       | 3      | 4 | 3 | 1 | 17 | 3  | +14 |
| 3 | Autriche       | 2      | 4 | 2 | 2 | 8  | 12 | -4  |
| 4 | Estonie        | 1      | 4 | 1 | 3 | 4  | 16 | -12 |
| 5 | Pays de Galles | 0      | 4 | 0 | 4 | 5  | 15 | -10 |

| 11 février | Pays-Bas | 5 | 0 | Autriche       |
| 11 février | Suède    | 5 | 0 | Estonie        |
| 11 février | Pays-Bas | 2 | 3 | Suède          |
| 11 février | Autriche | 4 | 0 | Pays de Galles |
| 12 février | Pays-Bas | 5 | 0 | Estonie        |
| 12 février | Suède    | 3 | 2 | Pays de Galles |
| 13 février | Autriche | 0 | 5 | Suède          |
| 13 février | Estonie  | 3 | 2 | Pays de Galles |
| 13 février | Pays-Bas | 5 | 0 | Pays de Galles |
| 13 février | Autriche | 4 | 1 | Estonie        |

|   | Équipe   | Points | J | V | D | MP | MC | +/- |
| - | -------- | ------ | - | - | - | -- | -- | --- |
| 1 | Ukraine  | 4      | 4 | 4 | 0 | 17 | 3  | +14 |
| 2 | France   | 3      | 4 | 3 | 1 | 17 | 3  | +14 |
| 3 | Lituanie | 2      | 4 | 2 | 2 | 9  | 11 | -2  |
| 4 | Espagne  | 1      | 4 | 1 | 3 | 4  | 16 | -12 |
| 5 | Norvège  | 0      | 4 | 0 | 4 | 3  | 17 | -14 |

| 11 février | France   | 5 | 0 | Lituanie |
| 11 février | Espagne  | 3 | 2 | Norvège  |
| 11 février | France   | 5 | 0 | Espagne  |
| 11 février | Lituanie | 1 | 4 | Ukraine  |
| 12 février | France   | 5 | 0 | Norvège  |
| 12 février | Espagne  | 0 | 5 | Ukraine  |
| 13 février | Lituanie | 4 | 1 | Espagne  |
| 13 février | Norvège  | 0 | 5 | Ukraine  |
| 13 février | France   | 2 | 3 | Ukraine  |
| 13 février | Lituanie | 4 | 1 | Norvège  |

### Phase à élimination directe
|  | Quarts de finale     | Quarts de finale     |            |   | Demi-finales         | Demi-finales         |  |  | Finale               | Finale               |
|  | Quarts de finale     | Quarts de finale     |            |   | Demi-finales         | Demi-finales         |  |  | Finale               | Finale               |
|  |                      |                      |            |   |                      |                      |  |  |                      |                      |
|  | le 14 février à 12 h | le 14 février à 12 h |            |   | le 15 février à 15 h | le 15 février à 15 h |  |  | le 16 février à 11 h | le 16 février à 11 h |
|  | le 14 février à 12 h | le 14 février à 12 h |            |   | le 15 février à 15 h | le 15 février à 15 h |  |  | le 16 février à 11 h | le 16 février à 11 h |
|  | Danemark             | 3                    |            |   | le 15 février à 15 h | le 15 février à 15 h |  |  | le 16 février à 11 h | le 16 février à 11 h |
|  | Danemark             | 3                    |            |   | le 15 février à 15 h | le 15 février à 15 h |  |  | le 16 février à 11 h | le 16 février à 11 h |
|  | Russie               | 0                    |            |   | le 15 février à 15 h | le 15 février à 15 h |  |  | le 16 février à 11 h | le 16 février à 11 h |
|  | Russie               | 0                    | Danemark   | 3 |                      |                      |  |  | le 16 février à 11 h | le 16 février à 11 h |
|  | le 14 février à 14 h |                      | Danemark   | 3 |                      |                      |  |  | le 16 février à 11 h | le 16 février à 11 h |
|  |                      | Finlande             | 0          |   |                      |                      |  |  | le 16 février à 11 h | le 16 février à 11 h |
|  | Finlande             | Finlande             | 0          | 3 |                      |                      |  |  | le 16 février à 11 h | le 16 février à 11 h |
|  | Finlande             |                      |            | 3 |                      |                      |  |  | le 16 février à 11 h | le 16 février à 11 h |
|  | Suède                | 0                    |            |   |                      |                      |  |  | le 16 février à 11 h | le 16 février à 11 h |
|  | Suède                | 0                    | Danemark   | 3 |                      |                      |  |  |                      |                      |
|  | le 14 février à 12 h |                      | Danemark   | 3 |                      |                      |  |  |                      |                      |
|  |                      | Angleterre           | 1          |   |                      |                      |  |  |                      |                      |
|  | France               | Angleterre           | 1          | 2 |                      |                      |  |  |                      |                      |
|  | France               | le 15 février à 13 h |            | 2 |                      |                      |  |  |                      |                      |
|  | Angleterre           | 3                    |            |   |                      |                      |  |  |                      |                      |
|  | Angleterre           | 3                    | Angleterre | 3 |                      |                      |  |  |                      |                      |
|  | le 14 février à 10 h |                      | Angleterre | 3 |                      |                      |  |  |                      |                      |
|  |                      | Allemagne            | 1          |   |                      |                      |  |  |                      |                      |
|  | Ukraine              | Allemagne            | 1          | 1 |                      |                      |  |  |                      |                      |
|  | Ukraine              |                      |            | 1 |                      |                      |  |  |                      |                      |
|  | Allemagne            | 3                    |            |   |                      |                      |  |  |                      |                      |
|  | Allemagne            | 3                    |            |   |                      |                      |  |  |                      |                      |

## Compétition féminine

### Équipes participantes et groupes
Vingt-et-une équipes participent à la compétition féminine et sont réparties en quatre groupes de quatre et un groupe de cinq après tirage au sort.
| Groupe 1 Danemark Tchéquie Turquie Hongrie | Groupe 2 Allemagne Lettonie Espagne Islande | Groupe 3 Bulgarie Irlande Pays-Bas France |

| Groupe 4 Russie Suisse Belgique Écosse | Groupe 5 Angleterre Estonie Ukraine Pays de Galles Finlande |  |

### Phase de groupe
- Le premier de chaque groupe est qualifié pour les quarts de finale ainsi que les trois meilleurs deuxièmes.

|   | Équipe   | Points | J | V | D | MP | MC | +/- |
| - | -------- | ------ | - | - | - | -- | -- | --- |
| 1 | Danemark | 3      | 3 | 3 | 0 | 15 | 0  | +15 |
| 2 | Tchéquie | 2      | 3 | 2 | 1 | 9  | 6  | +3  |
| 3 | Turquie  | 1      | 3 | 1 | 2 | 4  | 11 | -7  |
| 4 | Hongrie  | 0      | 3 | 0 | 3 | 2  | 13 | -12 |

| 11 février | Danemark | 5 | 0 | Tchéquie |
| 11 février | Turquie  | 4 | 1 | Hongrie  |
| 12 février | Tchéquie | 4 | 1 | Hongrie  |
| 12 février | Danemark | 5 | 0 | Turquie  |
| 13 février | Tchéquie | 5 | 0 | Turquie  |
| 13 février | Danemark | 5 | 0 | Hongrie  |

|   | Équipe    | Points | J | V | D | MP | MC | +/- |
| - | --------- | ------ | - | - | - | -- | -- | --- |
| 1 | Allemagne | 3      | 3 | 3 | 0 | 13 | 2  | +11 |
| 2 | Espagne   | 2      | 3 | 2 | 1 | 10 | 5  | +5  |
| 3 | Islande   | 1      | 3 | 1 | 2 | 6  | 9  | -3  |
| 4 | Lettonie  | 0      | 3 | 0 | 3 | 1  | 14 | -13 |

| 11 février | Allemagne | 5 | 0 | Lettonie |
| 11 février | Espagne   | 3 | 2 | Islande  |
| 12 février | Allemagne | 3 | 2 | Espagne  |
| 12 février | Lettonie  | 1 | 4 | Islande  |
| 13 février | Allemagne | 5 | 0 | Islande  |
| 13 février | Lettonie  | 0 | 5 | Espagne  |

|   | Équipe   | Points | J | V | D | MP | MC | +/- |
| - | -------- | ------ | - | - | - | -- | -- | --- |
| 1 | Bulgarie | 3      | 3 | 3 | 0 | 13 | 2  | +11 |
| 2 | France   | 2      | 3 | 2 | 1 | 9  | 6  | +3  |
| 3 | Irlande  | 1      | 3 | 1 | 2 | 4  | 11 | -9  |
| 4 | Pays-Bas | 0      | 3 | 0 | 3 | 4  | 11 | -9  |

| 11 février | Bulgarie | 5 | 0 | Irlande  |
| 11 février | Pays-Bas | 1 | 4 | France   |
| 12 février | Irlande  | 1 | 4 | France   |
| 12 février | Bulgarie | 4 | 1 | Pays-Bas |
| 13 février | Bulgarie | 4 | 1 | France   |
| 13 février | Irlande  | 3 | 2 | Pays-Bas |

|   | Équipe   | Points | J | V | D | MP | MC | +/- |
| - | -------- | ------ | - | - | - | -- | -- | --- |
| 1 | Russie   | 3      | 3 | 3 | 0 | 12 | 3  | +11 |
| 2 | Suisse   | 2      | 3 | 2 | 1 | 7  | 8  | -1  |
| 3 | Écosse   | 1      | 3 | 1 | 2 | 7  | 8  | -1  |
| 4 | Belgique | 0      | 3 | 0 | 3 | 4  | 11 | -7  |

| 11 février | Russie   | 4 | 1 | Suisse   |
| 11 février | Belgique | 2 | 3 | Écosse   |
| 12 février | Suisse   | 3 | 2 | Écosse   |
| 12 février | Russie   | 5 | 0 | Belgique |
| 13 février | Russie   | 3 | 2 | Écosse   |
| 13 février | Suisse   | 3 | 2 | Belgique |

|   | Équipe         | Points | J | V | D | MP | MC | +/- |
| - | -------------- | ------ | - | - | - | -- | -- | --- |
| 1 | Angleterre     | 4      | 4 | 4 | 0 | 20 | 0  | +20 |
| 2 | Ukraine        | 3      | 4 | 3 | 1 | 15 | 5  | +10 |
| 3 | Estonie        | 2      | 4 | 2 | 2 | 6  | 14 | -8  |
| 4 | Pays de Galles | 1      | 4 | 1 | 3 | 5  | 15 | -10 |
| 5 | Finlande       | 0      | 4 | 0 | 4 | 4  | 16 | -12 |

| 11 février | Angleterre     | 5 | 0 | Estonie        |
| 11 février | Ukraine        | 5 | 0 | Pays de Galles |
| 11 février | Estonie        | 3 | 2 | Finlande       |
| 11 février | Angleterre     | 5 | 0 | Ukraine        |
| 12 février | Angleterre     | 5 | 0 | Pays de Galles |
| 12 février | Ukraine        | 5 | 0 | Finlande       |
| 12 février | Estonie        | 0 | 5 | Ukraine        |
| 12 février | Pays de Galles | 3 | 2 | Finlande       |
| 13 février | Angleterre     | 5 | 0 | Finlande       |
| 13 février | Estonie        | 3 | 2 | Pays de Galles |

### Phase à élimination directe
|  | Quarts de finale     | Quarts de finale     |          |   | Demi-finales         | Demi-finales         |  |  | Finale               | Finale               |
|  | Quarts de finale     | Quarts de finale     |          |   | Demi-finales         | Demi-finales         |  |  | Finale               | Finale               |
|  |                      |                      |          |   |                      |                      |  |  |                      |                      |
|  | le 14 février à 16 h | le 14 février à 16 h |          |   | le 15 février à 17 h | le 15 février à 17 h |  |  | le 16 février à 15 h | le 16 février à 15 h |
|  | le 14 février à 16 h | le 14 février à 16 h |          |   | le 15 février à 17 h | le 15 février à 17 h |  |  | le 16 février à 15 h | le 16 février à 15 h |
|  | Danemark             | 3                    |          |   | le 15 février à 17 h | le 15 février à 17 h |  |  | le 16 février à 15 h | le 16 février à 15 h |
|  | Danemark             | 3                    |          |   | le 15 février à 17 h | le 15 février à 17 h |  |  | le 16 février à 15 h | le 16 février à 15 h |
|  | Espagne              | 1                    |          |   | le 15 février à 17 h | le 15 février à 17 h |  |  | le 16 février à 15 h | le 16 février à 15 h |
|  | Espagne              | 1                    | Danemark | 3 |                      |                      |  |  | le 16 février à 15 h | le 16 février à 15 h |
|  | le 14 février à 14 h |                      | Danemark | 3 |                      |                      |  |  | le 16 février à 15 h | le 16 février à 15 h |
|  |                      | Bulgarie             | 1        |   |                      |                      |  |  | le 16 février à 15 h | le 16 février à 15 h |
|  | Bulgarie             | Bulgarie             | 1        | 3 |                      |                      |  |  | le 16 février à 15 h | le 16 février à 15 h |
|  | Bulgarie             |                      |          | 3 |                      |                      |  |  | le 16 février à 15 h | le 16 février à 15 h |
|  | Ukraine              | 0                    |          |   |                      |                      |  |  | le 16 février à 15 h | le 16 février à 15 h |
|  | Ukraine              | 0                    | Danemark | 3 |                      |                      |  |  |                      |                      |
|  | le 14 février à 14 h |                      | Danemark | 3 |                      |                      |  |  |                      |                      |
|  |                      | Russie               | 0        |   |                      |                      |  |  |                      |                      |
|  | France               | Russie               | 0        | 0 |                      |                      |  |  |                      |                      |
|  | France               | le 15 février à 13 h |          | 0 |                      |                      |  |  |                      |                      |
|  | Russie               | 3                    |          |   |                      |                      |  |  |                      |                      |
|  | Russie               | 3                    | Russie   | 3 |                      |                      |  |  |                      |                      |
|  | le 14 février à 14 h |                      | Russie   | 3 |                      |                      |  |  |                      |                      |
|  |                      | Allemagne            | 2        |   |                      |                      |  |  |                      |                      |
|  | Angleterre           | Allemagne            | 2        | 0 |                      |                      |  |  |                      |                      |
|  | Angleterre           |                      |          | 0 |                      |                      |  |  |                      |                      |
|  | Allemagne            | 3                    |          |   |                      |                      |  |  |                      |                      |
|  | Allemagne            | 3                    |          |   |                      |                      |  |  |                      |                      |